# Station Chanteloup-les-Vignes
Station Triel-sur-Seine is het spoorwegstation van de Franse gemeente Chanteloup-les-Vignes. Het ligt aan de spoorlijn Paris-Saint-Lazare - Mantes-Station via Conflans-Sainte-Honorine, op kilometerpunt 31,085 van die lijn en werd in 1977 in gebruik genomen. Het station wordt aangedaan door treinen van Transilien lijn J tussen Paris Saint-Lazare en Mantes-la-Jolie over de noordoever van de Seine.
De gemeente Chanteloup-les-Vignes ligt nergens zelf aan de Seine, maar ligt in een lus die de Seine om de gemeente maakt. De spoorlijn snijdt die lus in het noorden van Chanteloup-les-Vignes af.

## Vorig en volgend station
| Richting        | Vorig station   | Lijn    | Volgend station | Richting           |
| --------------- | --------------- | ------- | --------------- | ------------------ |
| Mantes-la-Jolie | Triel-sur-Seine | Trans J | Andrésy         | Paris Saint-Lazare |